# Pinjalo pinjalo
Pinjalo pinjalo es una especie de peces de la familia Lutjanidae en el orden de los Perciformes.

## Morfología
Los machos pueden llegar alcanzar los 80 cm de longitud total.

## Alimentación
Come invertebrados bentónicos y planctónicos.

## Hábitat
Es un pez de mar de clima tropical y asociado a los arrecifes de coral que vive entre 15-60 m de profundidad.

## Distribución geográfica
Se encuentra desde el Golfo Pérsico hasta el Golfo de Papúa (Papúa Nueva Guinea) y Taiwán .

## Uso comercial
Se comercializa fresco o en salazón.